# Formaggi Pinzolo Fiavé
L'equip Formaggi Pinzolo Fiavé, conegut anteriorment com a Mobilvetta o Formaggi Trentini va ser un equip ciclista italià de ciclisme en ruta que va competir entre 1998 i 2004.
Entre els ciclistes que hi han militat destaquen Bo Hamburger, Ivan Quaranta, Massimo Strazzer, Alberto Ongarato o Alessandro Bertolini entre d'altres.

## Principals resultats
- Herald Sun Tour: Alessandro Pozzi (1998)
- Giro de Toscana: Rinaldo Nocentini (2003)

### A les grans voltes
- Giro d'Itàlia
  - 6 participacions (1999, 2000, 2001, 2002, 2003, 2004)
  - 4 victòries d'etapa:
    - 2 el 1999: Ivan Quaranta (2)
    - 2 el 2000: Ivan Quaranta (2)

  - 0 classificacions finals:
  - 3 classificacions secundàries:
    - Classificació per punts: Massimo Strazzer (2001)
    - Classificació de l'intergiro: Massimo Strazzer (2001)
    - Premi de la combativitat: Massimo Strazzer (2001)

- Tour de França
  - 0 participacions
  - 0 victòries d'etapa:
  - 0 classificacions finals:
  - 0 classificacions secundàries:

- Volta a Espanya
  - 0 participacions
  - 0 victòries d'etapa:
  - 0 classificacions finals:
  - 0 classificacions secundàries:

## Classificacions UCI
Fins al 1998 els equips ciclistes es trobaven classificats dins l'UCI en una única categoria. El 1999 la classificació UCI per equips es dividí entre GSI, GSII i GSIII. D'acord amb aquesta classificació els Grups Esportius II són la segona divisió dels equips ciclistes professionals.
| Temporada | Classificació per equips | Millor ciclista en la classificació individual |
| --------- | ------------------------ | ---------------------------------------------- |
| 1998      | 41è                      | Mario Manzoni (164è)                           |
| 1999      | 4t (GSII)                | Ivan Quaranta (135è)                           |
| 2000      | 14è (GSII)               | Ivan Quaranta (242è)                           |
| 2001      | 19è (GSII)               | Uroš Murn (236è)                               |
| 2002      | 11è (GSII)               | Ruggero Marzoli (105è)                         |
| 2003      | 9è (GSII)                | Bo Hamburger (101è)                            |
| 2004      | 13è (GSII)               | Jure Golčer (247è)                             |